# Praia da Vitória

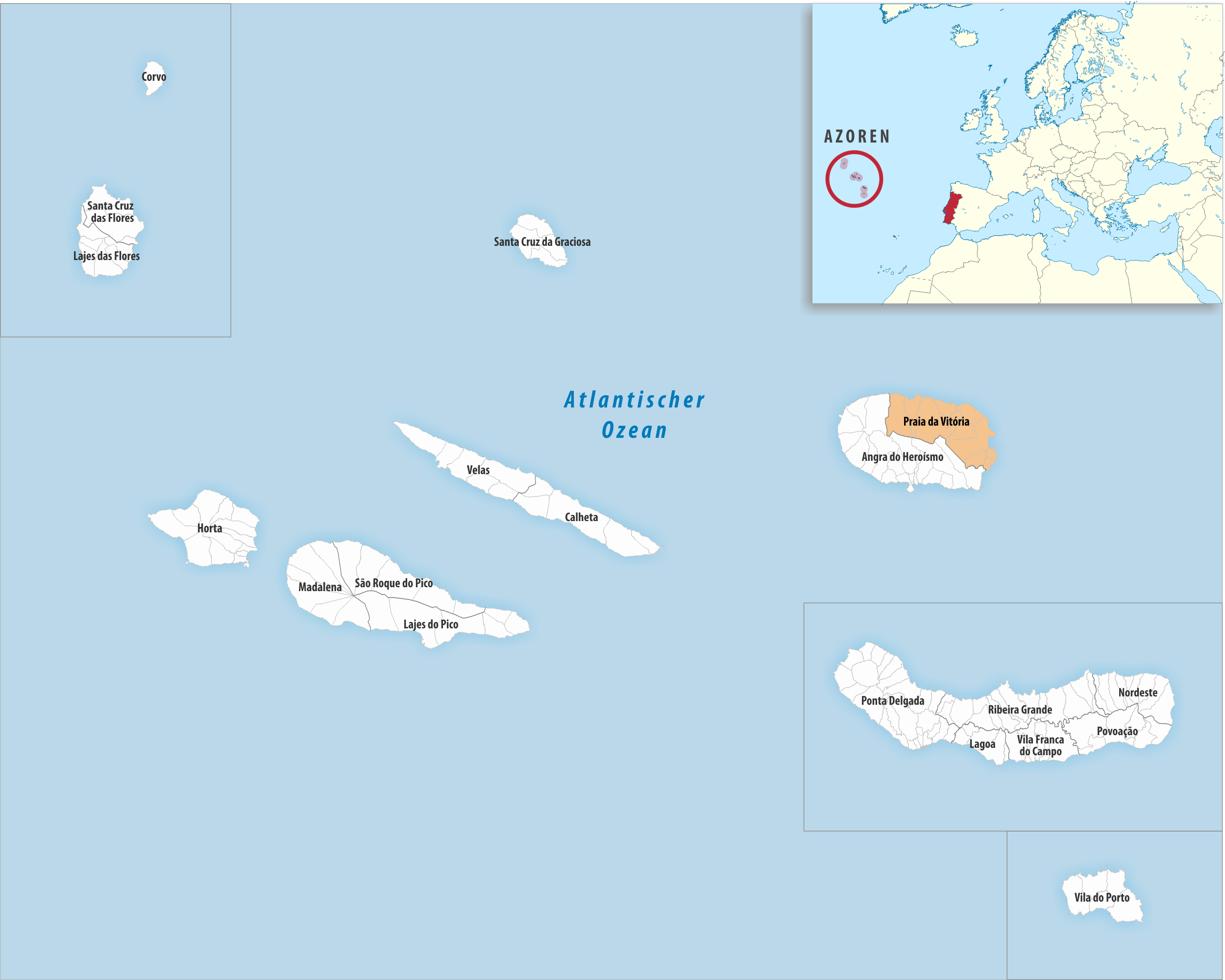
Kreis Praia da Vitória

Gliederungskarte mit Hauptort Santa Cruz hervorgehoben

Praia da Vitória ([ˈpɾajɐ ðɐ viˈtɔɾiɐ] ) ist eine portugiesische Stadt auf der zu den Azoren gehörenden Insel Terceira. Die Stadt gehört zur Gemeinde Santa Cruz da Praia da Vitória und hatte im Jahr 2004 2313 Einwohner, innerhalb der Gemeinde leben 6171 Menschen (Stand: 2001).

## Geschichte
Praia da Vitória, das anfangs nur „Praia“ (das portugiesische Wort für Strand) hieß, war von 1456 bis 1475 Hauptstadt der Insel Terceira. Durch den Anbau von Weizen in der Umgebung und dessen Ausfuhr gewann der Ort an Bedeutung und erhielt 1480 die Bezeichnung Vila, was „Kleinstadt“ bedeutet, und die dazu gehörenden Rechte verliehen. Am 24. Mai 1614 sowie am 15. Juni 1841 wurde die Stadt durch Erdbeben zerstört.
Während des Miguelistenkrieges, eines von 1832 bis 1834 dauernden Bürgerkrieges zwischen den Anhängern des absolutistisch herrschenden Königs Michael I. und den Anhängern seines Bruders Peter IV., der sich für eine liberale konstitutionelle Monarchie einsetzte, war die Stadt eine Hochburg der Liberalisten. 1829 wehrten die Einwohner der Stadt nach einer Seeschlacht zwischen den Krieg führenden Parteien erfolgreich einen Landungsversuch der Absolutisten ab. Nachdem 1834 in Portugal eine konstitutionelle Monarchie ausgerufen worden war, verlieh Königin Maria II. der Stadt 1837 offiziell den Beinamen „da Vitória“, was wörtlich „des Sieges“ bedeutet. Im 20. Jahrhundert gewann Praia da Vitória durch den Ausbau des Hafens und den Bau des nahegelegenen Flughafens an Bedeutung. 1981 wurden die Rechte einer Cidade (Stadt) verliehen, die über die Rechte und Privilegien einer Vila weit hinausgehen.

## Verwaltung
Praia da Vitória ist Sitz des gleichnamigen Kreises (Concelho); der Nachbar ist Angra do Heroísmo im Südwesten.
Die folgenden 11 Gemeinden (Freguesias) gehören zum Kreis Praia da Vitória:
| Gemeinde               | Einwohner (2021) | Fläche km² | Dichte Einw./km² | LAU- Code |
| ---------------------- | ---------------- | ---------- | ---------------- | --------- |
| Agualva                | 1.235            | 38,75      | 32               | 430201    |
| Biscoitos              | 1.449            | 27,05      | 54               | 430202    |
| Cabo da Praia          | 670              | 3,18       | 211              | 430203    |
| Fonte do Bastardo      | 1.171            | 8,85       | 132              | 430204    |
| Fontinhas              | 1.529            | 12,14      | 126              | 430205    |
| Lajes                  | 3.410            | 12,11      | 281              | 430206    |
| Porto Martins          | 1.173            | 3,43       | 342              | 430211    |
| Praia da Vitória       | 5.956            | 30,09      | 198              | 430207    |
| Quatro Ribeiras        | 322              | 12,83      | 25               | 430208    |
| São Brás               | 1.035            | 4,68       | 221              | 430209    |
| Vila Nova              | 1.513            | 8,14       | 186              | 430210    |
| Kreis Praia da Vitória | 19.463           | 161,25     | 121              | 4302      |

## Architektur
Mehrere markante Gebäude prägen das Stadtzentrum. Zu ihnen gehören das nach dem Erdbeben von 1614 im ursprünglichen Stil wieder aufgebaute Rathaus (Paços do Conselho) mit seinem Glockenturm, dessen Baustil an den Norden Portugals erinnert, die 1456 erbaute und im 19. Jahrhundert umgestaltete Kirche Igreja de Santa Cruz und die Festung Santa Catarina. Die Kirche Igreja da Misericordia, auch bekannt unter dem Namen Igreja do Senhor Santo Cristo, von 1521 wurde nach teilweiser Zerstörung durch einen Großbrand 1921 wieder aufgebaut. In ihrer Nähe befindet sich an dem Platz Largo José São Ribeiro die Heilig-Geist-Kapelle Império dos Marítimos, die 1877 von Fischern erbaut wurde, die von der Nachbarinsel Pico stammten. Der Name des Baumeisters der auf einem Sockel erbauten Kapelle ist nicht bekannt.
Viele Häuser im Stadtzentrum sind mit Erkern und schmiedeeisernen Fenstergittern geschmückt sowie mit ansehnlichen Speichern versehen, z. B. in der Hauptgeschäftsstraße Rua Jesus. Ein besonders repräsentatives Bürgerhaus ist die Casa das Tias, vor der ein Denkmal an den berühmtesten Sohn der Stadt, den Schriftsteller Vitorino Nemésio, erinnert. Sein Geburtshaus steht in der Rua de São Paulo 5–9. Am Strand ist ein gut erhaltenes Teilstück der alten Stadtmauer, die zum Schutz gegen Flutwellen und gegen Überfälle von Piraten aus behauenen Lavablöcken erbaut wurde, zu sehen.

## Grünanlagen
Gegenüber der Markthalle befindet sich der Stadtgarten Jardim Municipal, in dem ein 1879 errichtetes Denkmal an den portugiesischen Politiker José Silvestre Ribeiro (1807–91) erinnert. Er erwarb sich große Verdienste beim Wiederaufbau der Stadt nach dem Erdbeben von 1841.

## Sport
Der 1947 gegründete Fußballverein Sport Clube Praiense spielt in der Série H des Campeonato Nacional de Seniores, der dritten portugiesischen Liga (Stand: 2014/15). Er empfängt seine Gäste im städtischen Estádio Municipal da Praia da Vitória, das 1500 Zuschauer fasst.
Die Inline-Speedskating-Europameisterschaften 1995 fanden in Praia da Vitória statt.

## Söhne und Töchter der Stadt
- Vitorino Nemésio (1901–1978), Schriftsteller
- Nuno Bettencourt (* 1966), Rockmusiker

## Galerie

Praia da Vitória von Miradouro do Facho
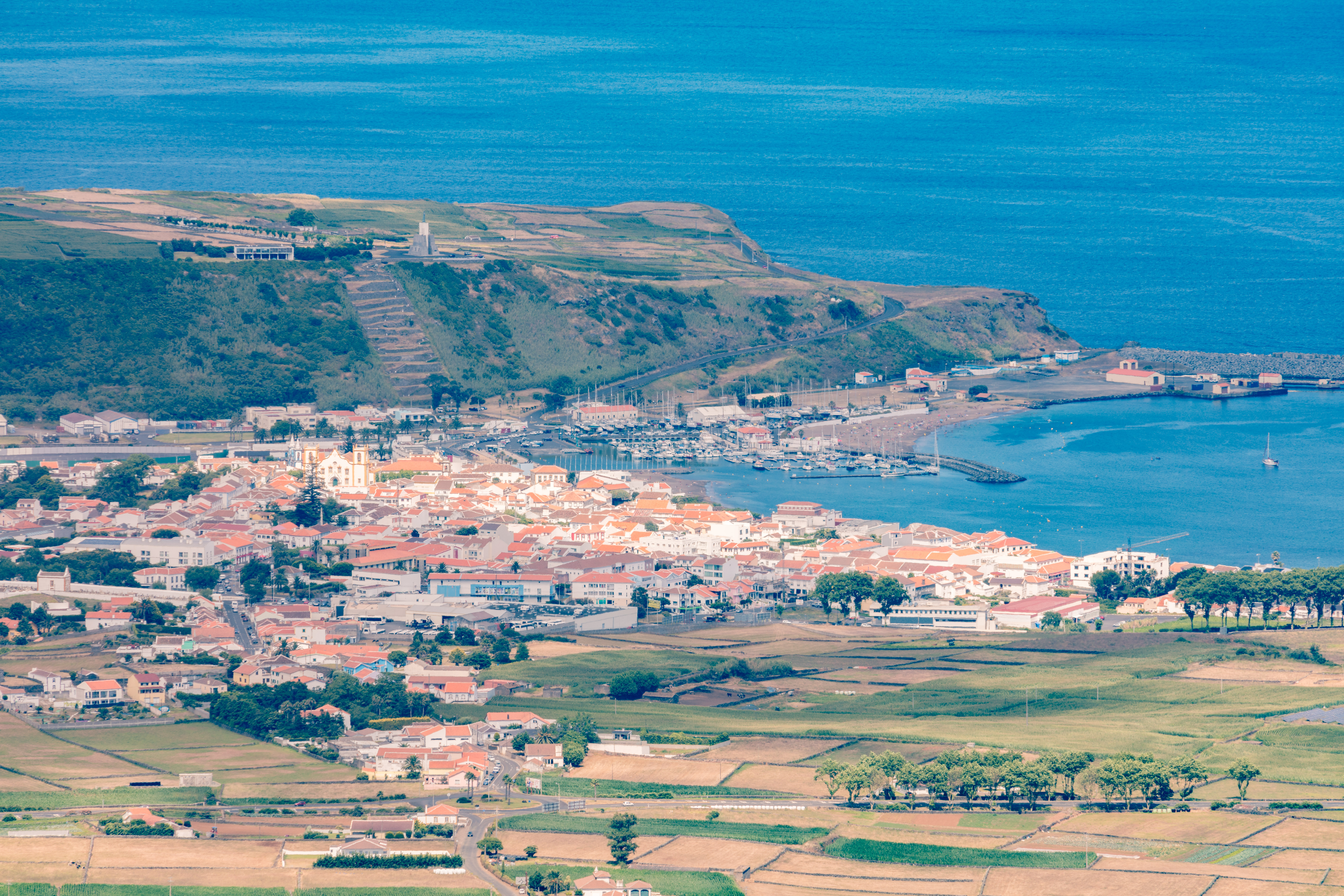
Blick von Zentrum der Insel
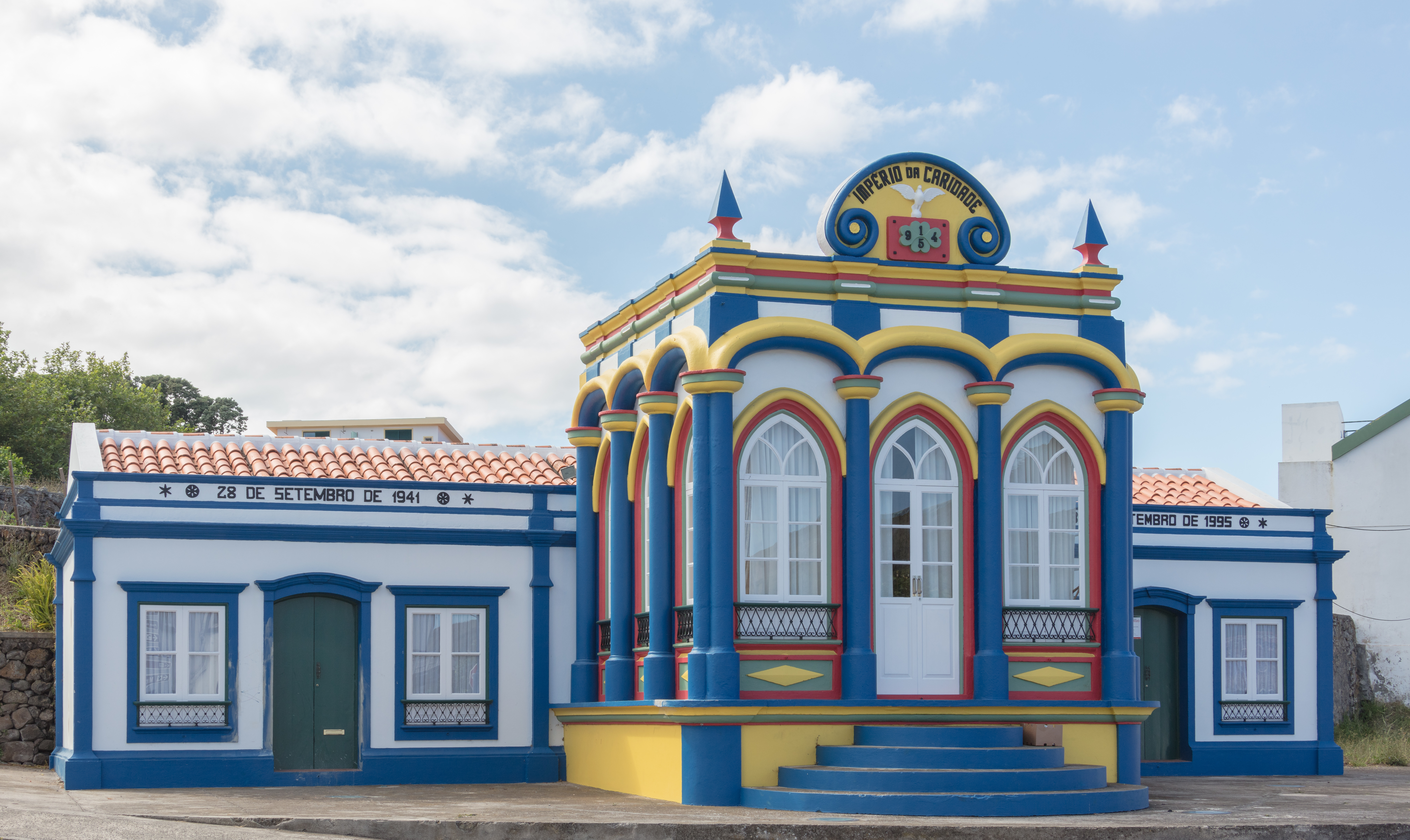
Império Do Divino Espírito Santo da Caridade
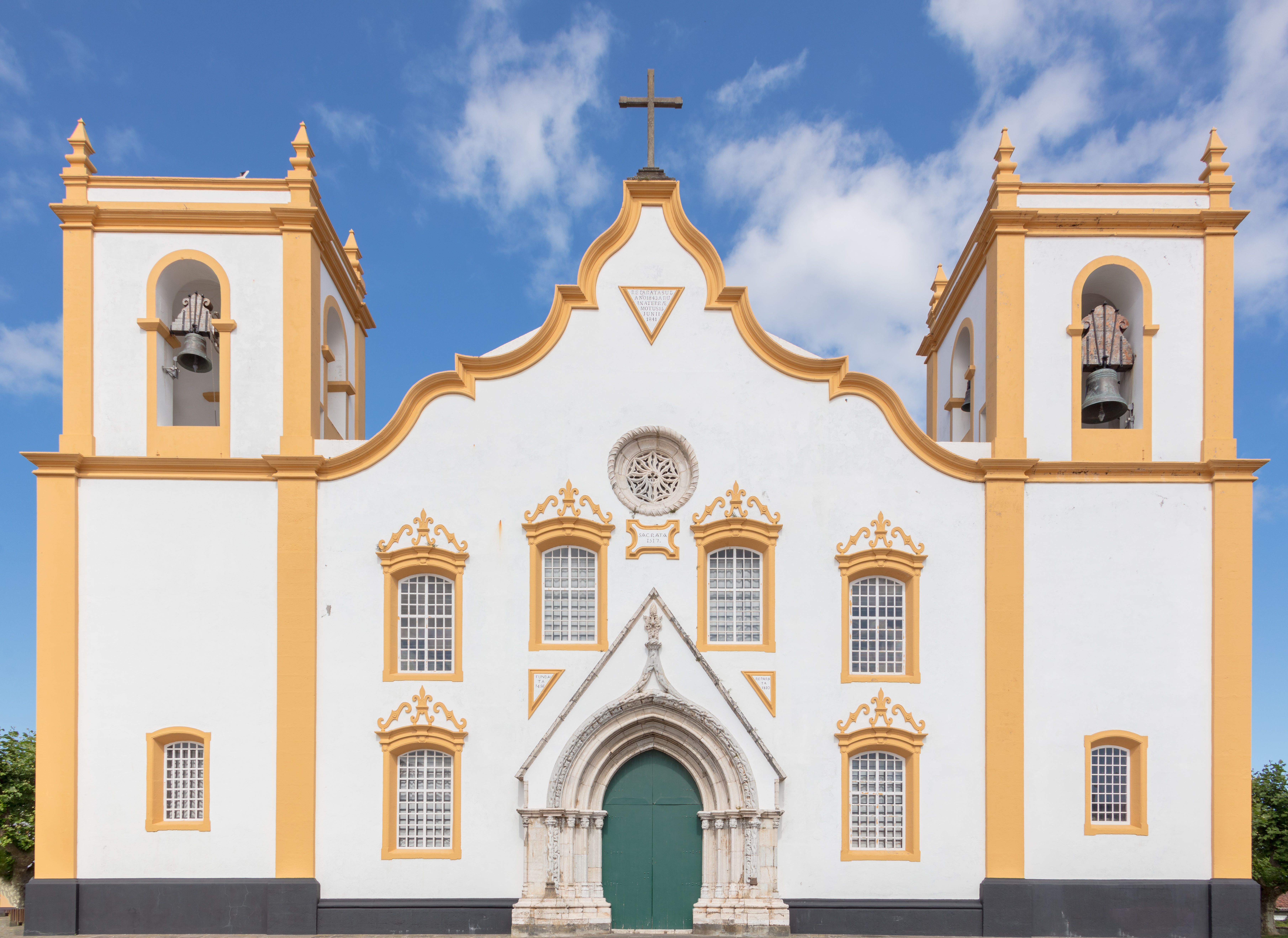
Igreja de Santa Cruz
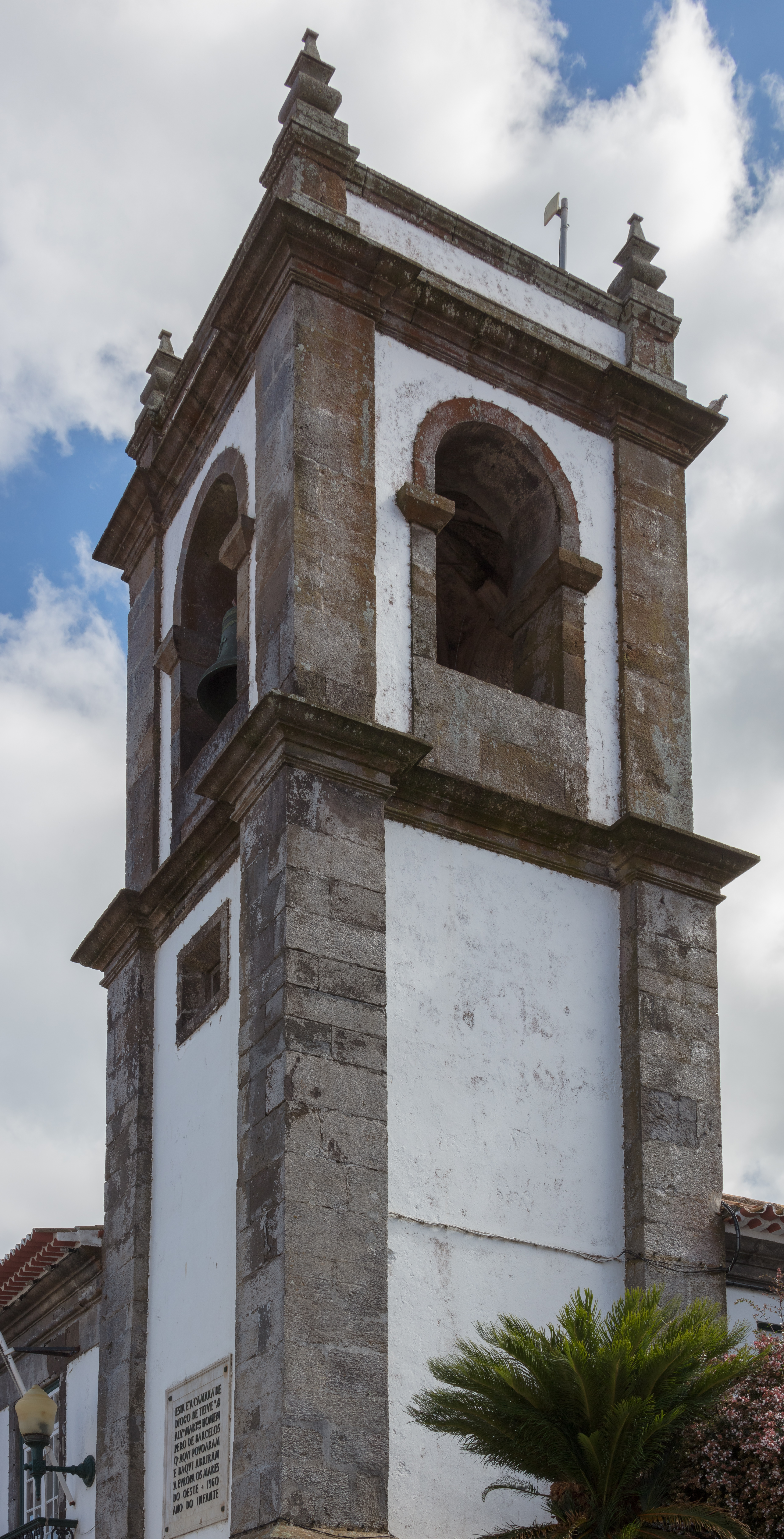
Glockenturm des Rathauses
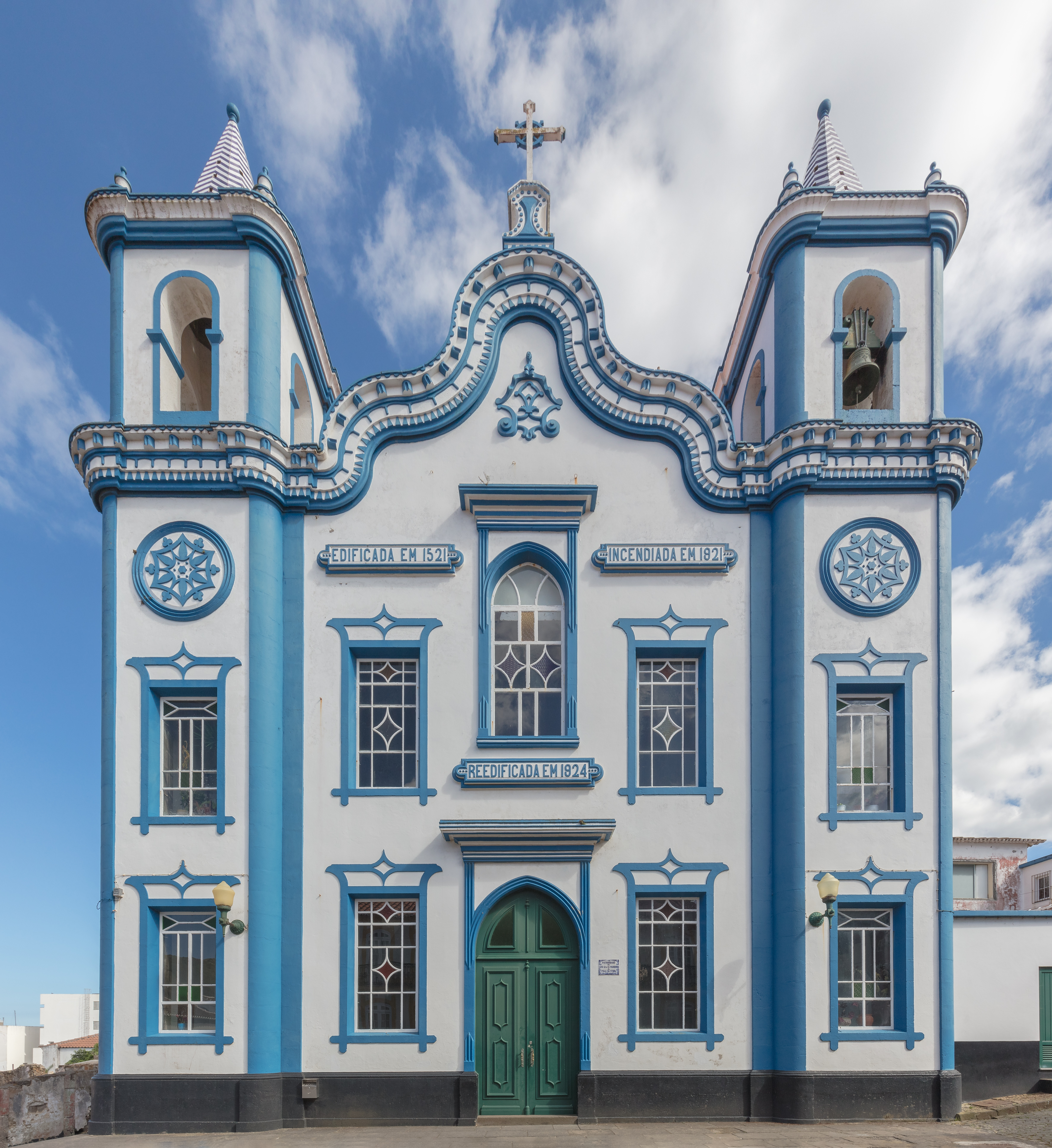
Igreja da Misericordia
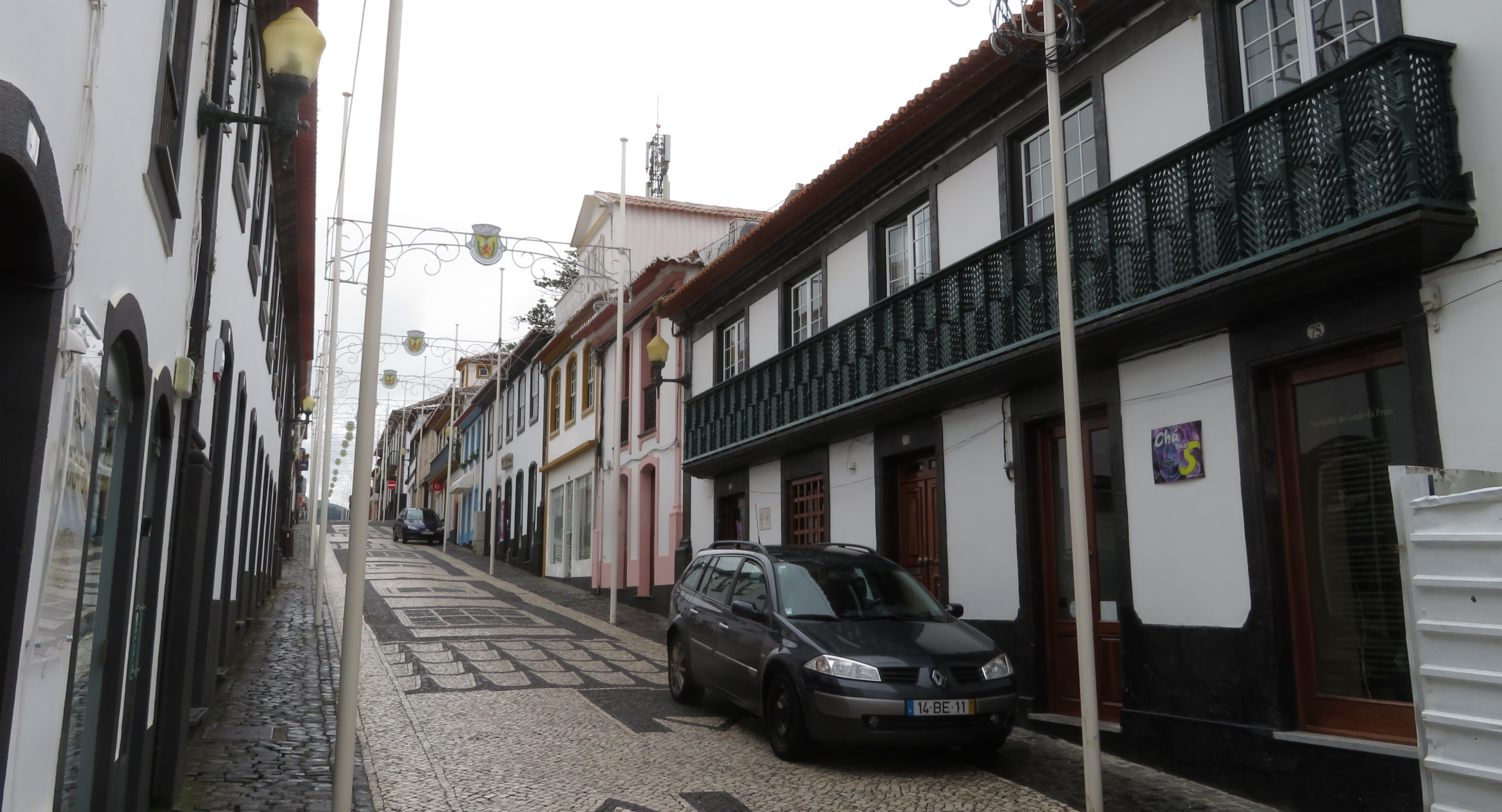
Hauptgeschäftsstraße Rua Jesus
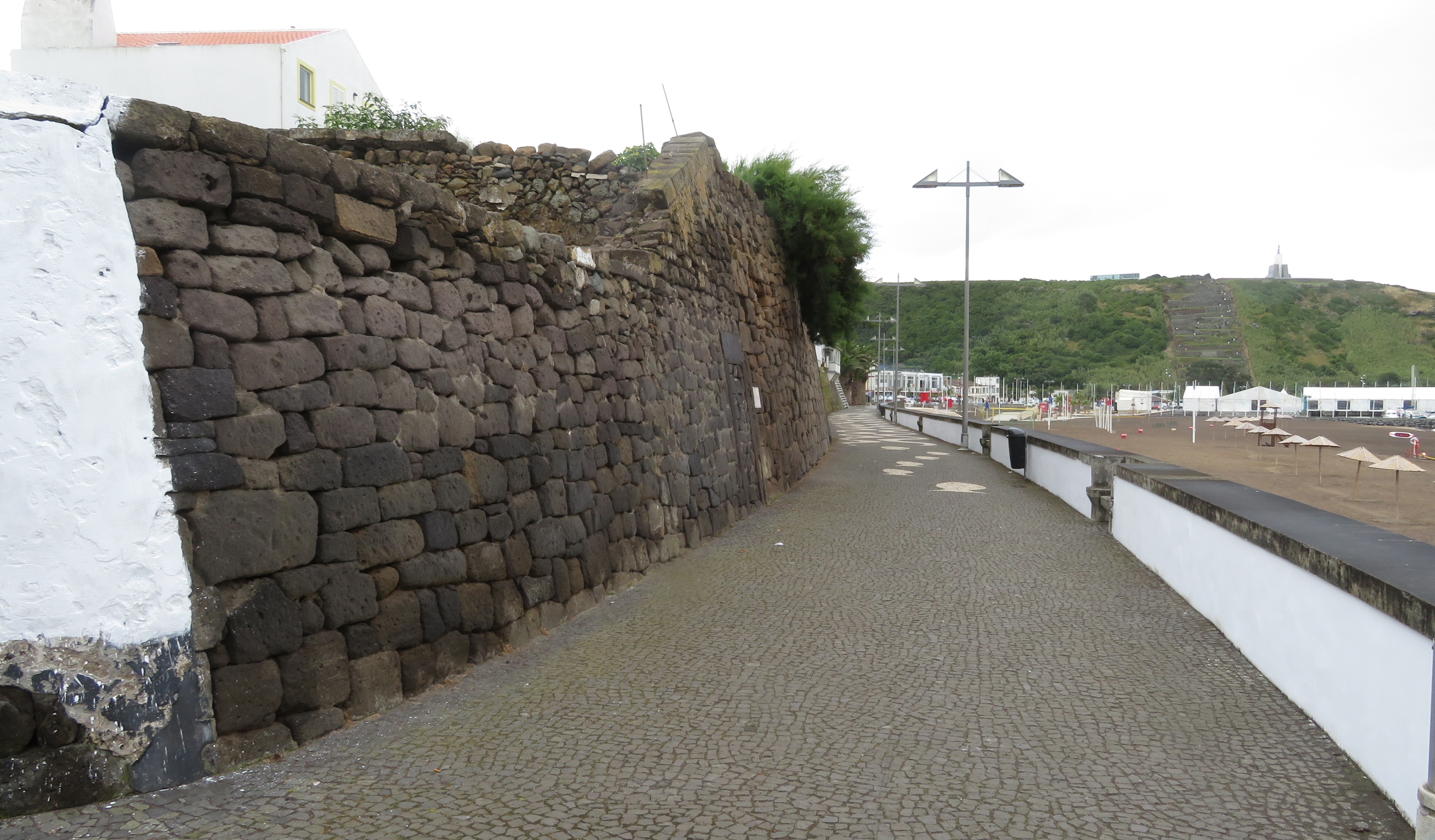
Alte Stadtmauer